# Энди Дуайер
Сэр Эндрю Максвелл «Энди» Дуайер, рыцарь-командор /ˈdwaɪ.ər/ — это вымышленный персонаж комедийного сериала «Парки и зоны отдыха» компании NBC, сыгранный Крисом Прэттом. Персонаж задумывался как временный, но Энди был настолько симпатичен в своем амплуа, что продюсеры попросили Прэтта участвовать в сериале на регулярной основе.
Впервые появляется в первом сезоне сериала в качестве безработного и слоняющегося без дела бойфренда Эн Перкинс. Во втором сезоне сериала он устраивается на работу в Пауни Сити Холл в качестве чистильщика обуви. В последующем, Энди женится на Эйприл Ладгейт и дослуживется до помощника Лесли Ноуп.
Энди — один из немногих главных героев сериала, кто не появлялся в каждой серии, он отсутствовал на протяжении нескольких серий шестого сезона, так как Крис Прэтт был занят на съемках фильма «Стражи Галактики».